# 仰韶村遗址
仰韶村遗址是中国的新石器时代文化遗址，位于河南省三门峡市渑池县仰韶乡仰韶村。仰韶文化因此而得名，1961年被国务院确定为全国重点文物保护单位。
仰韶遗址于1921年由北洋民国政府聘请的矿业顾问瑞典人安特生所发现。1951年中国科学院考古研究所再次进行发掘，文化堆积层厚4米，面积30万平方米，时间为至今6000年到7000年前之间，存在着仰韶文化和龙山文化两种不同的文化遗存。2021年10月17日，仰韶村国家考古遗址公园开园。該考古遗址公园规划总面积约2800亩。